# 화절층
화절층(CEw; Cambrian Hwajeol formation, 花折層)은 대한민국 태백산분지에 분포하는 고생대 조선 누층군 태백층군의 지층이다. 고바야시(Kobayashi, 1935)는 영월군 산솔면 직동리 화절치 부근에서 세송층 상위에 정합적으로 놓이는 약 180 m 두께의 석회암과 셰일의 호층대를 화절층이라고 명명하였다. 정창희(1969)는 화절층에 대한 정밀조사를 통해 암상을 기준으로 화절층을 4개의 층원으로 구분하고 하부로부터 세송이회암층원, 하부화절층원, 화절규암층원, 상부화절층원으로 명명하였다. 그러나, 나중에 세송이회암층원은 세송층으로 분리되었기 때문에 이를 화절층에서 제외시키면 화절층은 3개의 층원으로 구분된다. 화절층에서 관찰되는 충식구조는 석회암과 셰일이 주기적으로 퇴적된 후 차별적인 다져짐을 받아 생성된 것으로 추정된다.

## 지층 이름의 유래
화절층의 이름은 백운산 향사대의 남쪽 날개부에 해당하는 강원특별자치도 영월군 산솔면 직동리의 골짜기에 위치한 화절치(花折峙) 마을에서 유래되었다. 백운산과 하이원리조트 서쪽에 영월군 직동리에서 정선군 사북리로 넘어가는 고개가 있는데 이 고개의 이름이 꽃꺼끼재(꽃꺾이재)이며 이로부터 화절(花折, 花=꽃 화 折=꺾을 절)이라는 이름이 나왔다.

## 화석
- 고바야시(1966)는 본 층에서 약 100 종에 달하는 화석을 보고하였으며, 이에 따라 본 층을 하부로부터 Prochuangia, Chuangia, Kaolishania, Dictyites (삼엽충) 및 Eooithis (완족류)의 5개 화석대(帶)로 구분한 바 있다.
- 이병수와 이하영(1988)은 이 층의 하부에서 Furnishini furnishi, Oneotodus gallatini 등의 코노돈트(Conodont)를 발견한 바 있다. 이들의 연구에 의하면 본 층의 지질 시대는 상부 캄브리아기이다.[6] 화절층에서 발견된 코노돈트 화석에 근거하여 화절층은 밑에서부터 Proconodontus, Eoconodontus notchpeakensis, Cambrooistodus minutus, Cordylodus proavus, Fryxellodontus inornatus-Monocostodus sevierensis-Semiacontiodus lavadamensis 화석대(생층서대)로 구분된다.
- 이하영(1975)은 태백시 동점 지역의 화절층에서 Oneotodus nakamurai Nogami, Proconodontus tricarinatus (Nogami), Proconodontus gallatini (Müller), Proconodontus tenius 3종 4속의 코노돈트 화석을 발견하였다.[7]
- 이병수와 이하영(1988)은 백운산 향사대 남익에 분포하는 화절층에서 많은 코노돈트 화석을 발견하였다. 18개 단면의 화절층에서 총 5,820개체의 코노돈트 화석과 Phosphannulus universialis가 산출되었다. 밑에서부터 Proconodontus, Eoconodontus notchpeakensis, Cambrooistodus minutus, Cordylodus proavus 4개 화석대로 구분되며 이들은 중국, 북미의 상부 캄브리아기 화석군과 잘 대비된다. 이 지역의 캄브리아기-오르도비스기 경계는 화절층 최상부에 놓일 것으로 보인다.[8]
- 이병수(1989)는 태백시 북부 하사미동 상부 화절층의 코노돈트 생층서 연구를 수행했다. 4개 단면의 36개 표품에서 1,498개체의 코노돈트가 산출되었고 이들은 17속 30종으로 분류되었으며 Teridontus n. sp.가 신종으로 보고되었다. 코노돈트 화석군에 의해 상부 화절층은 하부로부터 Proconodontus, Cambrooistodus minutus, Cordylodus proavus 3개 생층서단위로 구분되었다. 그리고 최하부 오르도비스기 종인 Fryxellodontus inornatus가 화절층 상부 경계 직하 23.4 m 층준에서 산출되어 화절층의 지질시대 상한은 오르도비스기 최하부로 연장된다.[9]
- 이병수(1990)는 백운산 향사대 북부인 정선군 사북 지역의 코노돈트 화석군에 대한 생층서를 다루었다. 상부 화절층(이 논문에서는 세송층을 독립된 지층으로 인정하지 않음)에서 산출된 코노돈트 화석을 바탕으로 Proconodontus, Eoconodontus notchpeakensis, Cambrooistodus minutus, Cordylodus proavus 4개 생층서대가 설정되었다. 그러나 화절층 최상부의 노출이 좋지 않아 캄브리아기와 오르도비스기의 명확한 경계를 설정하지는 못하였다.[10] 이후 1993년 화절층 최상부 연구를 통해 캄브리아기와 오르도비스기의 경계를 정할 수 있었다.
- 이병수(1992)는 Fryxellodontus inornatus-Monocostodus sevierensis-Semiacontiodus lavadamensis 화석 군집대를 처음으로 제안했다. 그리고 캄브리아기와 오르도비스기의 경계는 이 군집대의 최하위 층준에 설정되었다.[11]
- 이병수와 이종덕(1993)은 캄브리아기와 오르도비스기의 경계를 규명하기 위해 코노돈트 미화석 연구를 위해 백운산 향사대의 화절층 최상부가 드러난 단면을 연구하였다. 영월군 중동면 직동리 두무골, 상동읍 구래리 이연내골, 태백시 동점동, 하사미동 절골, 정선군 사북읍 사음대, 남면 마차재, 신동읍 예미 7개 단면에서 채취한 32개 표품에서 모두 524개체의 코노돈트 미화석이 산출되었다. 이 화석들로 밑에서부터 Proconodontus, Cordylodus proavus, Semiacontiodus nogamii 생층서대를 설정하였다. Proconodontus 생층서대에서는 Proconodontus muelleri, Cambrooistodus cambricus, Eoconodontus notchpeakensis, Teridontus nakamurai 등의 화석이 산출되었으며 모든 종의 지질시대는 상부 캄브리아기에서 하부 오르도비스기에 걸친다. Cordylodus proavus 생층서대는 최상부 캄브리아기에서 최하부 오르도비스기에 걸쳐 산출되는 Cordylodus proavus가 처음으로 나오는 층준부터 Semiacontiodus nogamii의 최초 출현 직하부까지이다. Semiacontiodus nogamii 생층서대는 화절층 최상부에 설정되었으며 Semiacontiodus nogamii, Semiacontiodus lavadamensis, Fryxellodontus inornatus, Monocostodus sevierensis, Utahconus utahensis, Eoconodontus notchpeakensis 등이 산출된다. 세계적인 연구 결과와 대비해 볼 때 캄브리아기와 오르도비스기의 경계는 이 연구에서 설정된 Cordylodus proavus 생층서대와 Semiacontiodus nogamii 생층서대 사이이다. 따라서 화절층 최상부는 오르도비스기 최하부에 해당한다.[12]
- 손장원과 최덕근(2005)은 태백시 구문소 부근 사군다리 단면의 세송층과 화절층에서 새로 발견된 Kaolishania, Ptychaspis 삼엽충 화석대를 설정했다. 연구 결과 세송층 최상부에 Kaolishania 화석대가, 화절층 최하부에 Ptychaspis 화석대가 인지되어 세송층과 화절층의 경계는 두 화석대 사이에 놓인다. 그리고 고바야시가 구분한 화절층 4개 층원 가운데 최하부와 하부층원을 세송층에 포함시켰다.[13]
- 손장원과 최덕근(2007)은 화절층 기저부에서 Asioptychaspis, 그 위에서 Quadraticephalus 삼엽충 화석대를 찾아냈다. Micragnostus sp., Pseudagnostus planulatus, Koldinioidia sp., Hamashania pulchera, Hamashania sp. cf. H. busiris, Asioptychaspis subglobosa(사진 참조), Changia sp., Quadraticephalus elongatus, Lophosaukia orientalis, Lophosaukia? sp., Tsinania canens, Tsinania sp., Haniwa sosanensis과 같은 삼엽충 화석이 산출된다.[1]
- 이병수와 서광수(2008)는 석개재 단면에서 이름이 정해지지 않은 최하부의 화석대와 Proconodontus, Eoconodontus notchpeakensis, Cambrooistodus minutus 코노돈트 화석대를 확인하였다. 이들 4개 화석대는 북중국, 북미, 호주의 동일 화석대와 대비될 수 있다. 21개 샘플에서 575개체의 코노돈트 화석이 산출되었고 가장 우세한 종은 Eoconodontus notchpeakensis과 Proconodontus muelleri이다. 이 외에 Granatodontus asymmetrica, Phakelodus elongatus, Prosagittodontus eureka, Teridontus nakamurai, Phosphannulus universalis 등이 산출되었다. 이 연구에서 Cordylodus proavus 그리고 Monocostodus sevierensis-Semiacontiodus nogamii-Fryellodontus inornatus 화석대는 인지되지 않았다.[14]
- 이병수(2014)는 직동 계곡 막골 단면에서 화절층 최하부의 Proconodontus 화석대를 밑에서부터 Proconodontus tenuiserratus, Proconodontus posterocostatus, Proconodontus muelleri 생층서대로 구분했다. 막골 단면은 백운산 향사대 한가운데에 위치한 두위봉 남쪽 사면에 위치하며 화절층에서 992개체의 코노돈트가 산출되었다.[15]
- 이병수와 박영숙(2015)은 화절층 최상부를 Fryxellodontus inornatus-Monocostodus sevierensis-Semiacontiodus lavadamensis 생층서대로 설정했다. 이 생층서대의 주요 생물종은 Fryxellodontus inornatus Miller, Hirsutodontus hirsutus Miller, Monocostodus sevierensis (Miller), Semiacontiodus lavadamensis (Miller), S. nogamii Miller, Utahconus utahensis (Miller), Cordylodus proavus Müller이다. 연구 결과 방터골 단면에서 511개, 매산골 단면에서 488개의 코노돈트 화석이 산출되었다.[16]

## 지역별 암상
태백산지구 지하자원 조사보고서에 의하면 본 지층은 풍촌 석회암층을 정합으로 덮는 셰일, 사암 및 석회암의 누층(累層)으로서 그 하부는 세송리 셰일층(세송이회암층원, 당시에는 세송층을 독립된 지층으로 인정하지 않았다.)으로 세분되어 있으며 주로 셰일과 사암으로 구성된다. 세송리 셰일층 상위의 석회암은 충식(蟲蝕) 석회암으로 특색 있는 풍화면을 보여 준다. 본 지층의 두께는 180~200 m이다.

### 정선군
정선군에서는 주로 녹회색 점판암과 담회색 석회암으로 구성되며 일부 셰일이 협재된다. 최하부는 녹회색~암녹색 사질점판암, 녹회색 점판암, 담회색 석회암이 반복 출현하며, 상부로 갈수록 담회색 석회암과 녹회색 점판암이 호층(互層)을 이루는 리본암이 우세하게 나타나고, 일부 소규모 습곡이 관찰되기도 한다. 습곡의 영향으로 지역에 따라 지층의 주향 방향 및 경사가 심하게 변한다.
정선군 남면 지역에서는 풍촌 석회암층 상위에 북동 30~60°방향으로 넓게 대상 분포한다. 이 지층은 주로 녹회색 점판암, 담회색 석회암, 회색 판상 니질석회암, 암회색 세립사암, 암회색 사질 점판암, 회색 이회암(Marl) 등으로 구성되며 대체로 하부에는 녹회색-암녹색 사질 점판암, 녹회색 점판암, 암회색 사질 셰일 등이 우세하고, 상부는 담회색 석회암과 녹회색 점판암이 호층으로 발달한다. 이와 같은 암상의 특징에 따라 이 층은 하부 점판암 우세대와 상부 호층대로 세분된다. 하부 점판암 우세대의 중부 구간에는 2~5 m의 회색 석회암과 이회암이 협재되며 평력암(flat pebble conglomerate)도 빈번하게 협재된다. 상부 호층대는 주로 녹회색 점판암과 담회색 석회암이 호층을 이루는 리본암(ribbon rock)으로 구성되며 풍화 양상은 충식 구조(vermicular structure)를 나타낸다.
정선군의 화절층
- 정선군 임계면 덕암리 벌문재로 도로변
북위 37° 21′ 42.0″ 동경 128° 50′ 42.0″ / 북위 37.361667°  동경 128.845000°
- 정선군 임계면 덕암리 벌문재로 도로변
북위 37° 21′ 41.0″ 동경 128° 50′ 48.0″ / 북위 37.361389°  동경 128.846667°

### 삼척탄전(삼척시, 태백시)
삼척탄전 지구에서 정창희(1969)는 화절층에 대한 정밀조사를 통해 암상을 기준으로 화절층을 4개의 층원으로 구분하고 하부로부터 세송이회암층원, 하부화절층원, 화절규암층원, 상부화절층원으로 명명하였다. 세송이회암층원은 청회색, 황회색 내지 암회색의 이회암으로 구성되며 지층의 두께는 동점 지역에서 약 10 m, 상동광산 부근에서 석회암 박층과 교호되며 약 30 m이다. 하부화절층원은 충식 석회암으로 구성되며 두께는 0~100 m이다. 화절규암층원은 두께 1~5 m의 규암과 두께 1 m 이하의 석회암의 교호대로 구성된다. 규암층은 녹회색, 적회색을 띠고 석회암은 회색을 띠며 지층의 일반적인 두께는 20 m이다. 외관상 동점 규암층과 혼동될 수 있으나 화절규암층원 내에 협재되는 석회암의 존재로 동점 규암층과 구별할 수 있다. 상부화절층원은 두께 1~4 m의 회색 석회암과 이에 협재되는 두께 0.5 m 이하의 석회암역암의 교호대로 구성된다. 그러나, 화절층 최하부인 세송이회암층원은 나중에 독립된 지층 단위인 세송층으로 분리되어 이를 화절층에서 제외시키면 화절층은 3개의 층원으로 구분된다.
삼척-고사리 지질도폭에 의하면 하부의 풍촌 석회암층과 점이적이고 정합적인 관계를 가지고 있으며 암갈색 내지 암녹색 셰일 또는 점판암을 주로 하는 하부와 니질석회암을 주로 하는 상부층으로 구성된다. 도계읍 동부에 넓게 분포하고 하장면 지역에서 풍촌석회암층을 따라 분포한다. 본 층의 두께는 곳에 따라 약간의 차이는 있으나 최대 200 m에 달한다. 고바야시(1966)와 이병수(1988) 등의 연구에 의하면 이 층의 지질 시대는 고생대 상부 캄브리아기에 속하는 것으로 해석된다.
- 화절층 하부의 셰일/점판암층(세송셰일층원)은 세송점판암에 대비되는 것으로서 상부의 니질석회암과 점이적인 관계를 가지며 수직 및 수평분포에 있어서 변화가 심하여 일정한 경계를 설장하기 곤란하여 화절층에 포함되었다. 이 점판암층의 두께는 최대 10 m 에 불과하다. 이 층은 얇은 층의 석회암과 규질암을 협재하기도 한다.[6]
- 화절층 상부의 니질(泥質)석회암은 석회질 부분이 렌즈상 또는 단괴상(團塊狀)의 구조를 이루고 있어 그의 풍화표면은 충식(蟲蝕) 석회암의 특징을 이룬다. 본 층 내에는 탄산염 역암 또는 각력암이 지층 사이 또는 불규칙한 형태로 들어 있다. 이들 역(礫) 또는 각력은 여러 종류의 암석으로 되어 있는 경우도 있으나 흔히 한 종류의 석회암으로 되어 있다. 각력들은 석회이암, 어란상 입자암, 니질석회암과 셰일 등이며, 이들은 퇴적물이 고결(固結)되기 전에 재침식, 운반, 퇴적되어 형성된 것으로 해석된다.[6]
- 삼척시 도계읍 무건리 산 86-1 (N 37°15'33.22", E 129°06'34.83")에 위치한 삼척 무건리 이끼폭포는 화절층 내에 발달하며 탄산염암 성분과 이암 내지 이회암 성분이 호층을 이루는 윤회암이 특징적이다. 주변의 화절층 노두와 진입로에는 요철 구조가 뚜렷한 충식 석회암 또한 잘 관찰된다.[21]

장성 지질도폭(1967)에 의하면 주로 사질 내지 니질(泥質)암인 세송층에 비해 본 층은 회색 석회암과 회색 석회질 셰일의 호층(互層)으로 층리가 잘 발달한다. 세송층과 평행한 주향과 경사를 유지하며 지층의 두께는 250~300 m이다.
연화광산 지역에서 화절층은 하부로부터 충식(蟲蝕) 석회암, 흑색 사암, 슬레이트 등으로 구성되며 이 중 충식 석회암은 화절층의 2/3을 점하고 있다.
손치무(1969)는 삼척시 미로면 여삼리 북동쪽 3 km 지점, 인황산 북측 계곡에 분포하는 화절층 기저에 각력암이 발달함을 보고하였고, 이를 화절 각력암이라 명명하였다. 화절층의 기저는 녹색 이판암으로 구성되며 손치무는 각력화는 퇴적 후가 아닌 퇴적 당시에 해저 지진이나 해저 산사태 등 지각 변동에 의해 퇴적물이 각력화된 것으로 추정하였다.
박병권(1985)은 연화광산 지역에서 화절층 내 발달한 리듬암(Rhythmite)을 연구하였다. 화절층 상부에는 탄산염암 성분이 단괴상, 렌즈상 또는 불규칙한 형태로 층리에 대체로 평행하게 두께 1 cm, 연장 수십 cm의 규모로 이회질퇴적물 내에 협재되며 이를 리듬암(Rhythmite)이라 한다. 탄산염암과 이회암의 경계는 대개 점이적이고 부분적으로 명확하다. 탄산염암 내에는 삼엽충, 완족류, 해백합류 등의 생물쇄설물들이 포함되어 있다. 이 리듬암의 성인(成因)은 탄산염암과 니질암 성분이 혼합된 상태로 퇴적되었다가 속성 작용의 초기에 탄산염 성분이 용해, 이동, 침전되어 두 성분이 분리되어 현재와 같은 암상이 형성된 것으로 추정된다.
송훈영(2010)은 석개재 단면의 화절층을 석회암과 셰일의 비율에 따라 석회질셰일, 산재된 석회이암, 박층 석회이암, 불규칙 층상 석회이암, 분할형 석회이암, 괴상 석회이암, 생쇄설성 입자암, 석회역암 8개 퇴적상으로 구분하고 퇴적 환경을 조하대로 분석하였다.
이승규(2018)에 의하면 태백시 동점동 지역에서 화절층의 주향은 보통 북서-북동 방향이며, 30-40°로 지형과 지층의 경사가 비슷하여 화절층이 넓게 분포하고 있다. 연구지역의 암상은 주로 암회색~회색 점판암, 담회색 석회암이 함께 이루어진 리본암으로 구성되어 있다. 최하부 약 5 m 에는 회색과 암갈색 점판암이 나타나며 최상부에는 갈색 셰일이 협재되기도 한다. 화절층에는 대체적으로 담회색 석회암과 암갈색 점판암으로 구성된 리본암이 가장 우세하며 지층의 두께는 약 350 m이다.
태백시 장성동 산 79 (메밀들1길 64, 북위 37° 05′ 40″ 동경 129° 00′ 57″ / 북위 37.09444°  동경 129.01583° )에는 황지천 도로변 절벽에 화절층이 길이 100 m, 높이 20 m에 걸쳐 연속적으로 드러나 있으며 해성 기원의 저탁암층이 반복되어 나타난다. 암상은 하부로부터 석회암역암-평행엽층리 발달 입자암-사엽층리 발달 입자암-석회질이암 순으로 구성된다.

### 석개재단면
최덕근 외(2004)에 의하면 석개재 단면에서 60 m 두께로 드러난 화절층은 셰일과 탄산염암이 우세한 부분이 순환한다. 화절층에서는 상부 캄브리아기의 Quadraticephalus 그리고 Mictosaukia 화석군이 인지된다.

### 영월군
옥동 지질도폭(1966)에 의하면 풍촌 석회암층을 정합으로 덮는 지층으로 석회암과 셰일이 미세하게 호층(互層)을 이루며 풍화면은 충식상(蟲蝕狀)을 나타내는 부분이 많다. 노출이 양호한 곳은 영월군 김삿갓면 옥동리의 동측 산지이며 옥동천의 남측 절벽에서 잘 보인다. 본 지층에는 빈번하게 셰일층이 협재되어 있다. 두께는 200 m 내외로서 동점 규암층에 의해 정합적으로 덮인다.

### 울진군성류굴
김련 외(2010)에 의하면 성류굴 주변의 화절층은 삼척, 태백 일대에 분포하는 화절층과 같이 주로 리본암으로 구성된다. 특히 성류굴 주변의 노두는 대기층과 화절층의 점이적인 경계를 잘 보여주고 있다

## 달이 내린 산기슭
조선 누층군을 주제로 한 웹툰 달이 내린 산기슭에 세송층과 화절층의 정령이 등장한다. 화절은 갈색 머리에 꽃을 꽂은 발랄한 여성이고, 세송은 머리를 틀어 올리고 블라우스와 롱 스커트를 입은 차분한 여성으로 절친한 단짝 친구 사이다. 이 지역의 지층은 1930년대에 세송층과 화절층으로 정립되었으나 1962년 태백산지구지하자원조사단이 세송층의 존재를 인정하지 않고 화절층에 통합시키면서 실체화할 힘은 물론이고 존재 자체가 위태로운 지경에 이르렀는데, 오원경의 연구로 세송층이 다시 분리되면서 되살아났다. 화절은 자신의 영역이 줄어드는데도 세송층의 구별이 원경에 의해 명확해져 세송이 실체화할 힘을 얻자 매우 기뻐했고, 감사의 뜻으로 원경의 외모에 대한 조언을 해 준다.

## 같이 보기
- 한국의 지질
- 조선 누층군
- 세송층
- 동점층
- 삼척시의 지질
- 태백시의 지질
- 영월군의 지질
- 달이 내린 산기슭